# 馬伊艾尼河
13°38′49″N 39°18′11″E / 13.647°N 39.303°E
馬伊艾尼河是埃塞俄比亞的河流，位於該國北部，處於提格雷州，屬於尼羅河流域的一部分，河道全長6公里，河床上的巨石和鵝卵石可能來自流域上游。